# Мадона деле Грације (Фрозиноне)
Мадона деле Грације је насеље у Италији у округу Фрозиноне, региону Лацио.
Према процени из 2011. у насељу је живело 780 становника. Насеље се налази на надморској висини од 484 м.